# Skrill
Skrill (anciennement Moneybookers) est une entreprise britannique créée en 2001 proposant un service de banque et de paiement en ligne : elle permet d’envoyer et de recevoir de l’argent instantanément. Au 12 octobre 2012, elle revendique 30 millions d’utilisateurs inscrits. Le service fonctionne avec une multitude de devises.

## Activité
La société mère de Skrill est principalement active dans le domaine des jeux d'argent sur Internet (Poker en ligne, etc.).
Le service est aussi utilisé sur les sites de paris sportifs.
Le siège social est enregistré en Angleterre et au pays de Galles.
Depuis 2013, Skrill est majoritairement détenue par CVC Capital Partners, holding de capital-investissement.
La société Moneybookers est membre de l'association Electronic Money Association (en) et est régie par la Financial Services Authority (FSA) du Royaume-Uni.                         
- Moneybookers Limited est créée le 27 janvier 2001 avec les statuts « banque centrale » et « Autre intermédiation monétaire » (no 4260907)[3].
- Moneybookers Ltd est enregistrée auprès de la FSA en tant qu'institution émettrice de monnaie électronique depuis le 5 février 2003 (no 214225)[4].

## Historique
La société Moneybookers Limited est déclarée le 27 juillet 2001 par Simon Jeremy Banfield.
En mars 2007, Moneybookers est acheté par Investcorp pour 105 millions d’euros.
Le 13 août 2010, cédant à des pressions du gouvernement américain, Moneybookers bloque le compte de l’organisation WikiLeaks qui a publié des documents secrets des États-Unis, empêchant ainsi son financement.
Choisie dès 2010, la marque Skrill a pour but de remplacer complètement la dénomination MoneyBookers. Elle est instaurée au printemps 2011 et apparaît sur le site avec un nouveau design le 28 septembre 2011. La société prend son nouveau nom officiel au 19 juillet 2013.
En 2012, Skrill revendique 30 millions d’utilisateurs.
En août 2013, Skrill est racheté à hauteur de 75 % par CVC Capital Partners.
En mars 2015, Optimal Payments, la société mère de Neteller (en), un rival de Skrill, annonce sa proposition officielle d’acquisition de Skrill Group pour 1,1 milliard d’euros. L'acquisition est finalisée au troisième trimestre 2015.
Un mois plus tard, en avril 2015, Skrill Group annonce la finalisation de l'acquisition d'Ukash (en), une solution de paiement concurrente.